# Орловка (река, впадает в Русское озеро)
Орловка — река в России, протекает по Валдайскому району Новгородской области. Река вытекает из озера Городенское и впадает в озеро Русское, из которого вытекает река Полометь. Длина Орловки составляет 10 км.
У истока реки на берегу Городенского озера стоит деревня Малое Городно Ивантеевского сельского поселения.
Высота истока — 197,4 м над уровнем моря. Высота устья — 188 м над уровнем моря.

## Данные водного реестра
По данным государственного водного реестра России, относится к Балтийскому бассейновому округу, водохозяйственный участок реки — Ловать и Пола, речной подбассейн реки — Волхов. Относится к речному бассейну реки Нева (включая бассейны рек Онежского и Ладожского озера).
Код объекта в государственном водном реестре — 01040200312102000022240.